# Арас
Арас (фр. Arras, лат. Nemetacum Atrebatum) је француски град у региону Север-Па де Кале, у департману Па де Кале.
По подацима из 2009. године број становника у месту је био 42.049, а густина насељености је износила 3616 становника/км².

## Географија
Арас се налази у области Артоа на месту где се састају реке Скорф и Криншон.

## Историја
У време Јулија Цезара град се звао Nemetacum Atrebatum по келтском племену Атребати. Њихов краљ Комније (Comnius) се борио на страни Верцингеторикса током опсаде Алезије године 52. п. н. е. Галско име места било је Неметоцена („Неметон“ значи „свето место“).
Током 14. и 15. века, град се звао Бургињон. Дошао је под шпански суверенитет Уговором у Мадриду 1526, и шпанска власт је трајала до 1598. Име Арас се појавило у 17. веку.
Град је дефинитивно постао француски 1654.
У време Првог светског рата, град је био тешко разрушен, јер је стално био близу линије фронта. Знаменити градски звоник је био потпуно уништен, а онда поново саграђен по оригиналним плановима. Данас је звоник и градски центар под заштитом УНЕСКО-а.
Максимилијен де Робеспјер, истакнути вођа Француске револуције је рођен у Арасу 6. маја 1758.

## Демографија
| 1962.  | 1968.  | 1975.  | 1982.  | 1990.  | 2011.  |
| ------ | ------ | ------ | ------ | ------ | ------ |
| 41.761 | 49.144 | 46.483 | 41.736 | 38.983 | 41.322 |

## Партнерски градови
- Кемниц
- Хертен
- Ипсвич
- Oudenaarde
- Дева